# Мертві душі (мінісеріал, 1984)

Олександр Калягін у ролі Чичикова в гостях у Коробочки (2 серія)

«Мертві душі» (рос. «Мёртвые души») — російська радянська екранізація книги «Мертві душі», класики російської літератури від Миколи Гоголя. 5-серійний мінісеріал Михайла Швейцера вийшов на телеекрани у 1984 році. Головні ролі в ньому зіграли Олександр Калягін (Чичиков) та Олександр Трофімов (М. В. Гоголь).

## Сюжет
Події у фільмі відбуваються у формі розповіді з боку автора роману Миколи Васильовича Гоголя про життя свого літературного персонажа Павла Івановича Чичикова. Письменник також розкриває перед глядачами моральні та соціальні проблеми тодішнього різночинного суспільства Російської імперії.
Перша серія. Микола Гоголь у діалозі зі своїм уявним двійником вирішує описати вади суспільства в книзі, щоб змінити людей на краще. Він спостерігає за життям свого персонажа, Павла Чичикова, коментуючи головні події.
Чичиков, чоловік непевного походження, з'являється в головній дії як звичайного вигляду чоловік, колезький радник, який вдає із себе поміщика. Чичиков приїжджає в місто зі слугою Петрушкою та кучером Селіфаном, і зупиняється в готелі. Губернатор сприймає його за високопоставленого чиновника, а той підігрує, зображаючи скромність, і хвалить місто.
Чичиков хоче скористатися лазівкою в законодавстві для збагачення. Він планує купити в поміщиків так звані «мертві душі» — померлих кріпаків, які все ще записані живими у «ревізьких казках», щоб потім перепродати і, майже задарма, придбати землі в Херсонській і Таврійській губерніях. Завдяки цій авантюрі головний герой має надію добре збагатитися і врешті здійснити свою мрію — створити власну родину.
Чичикова запрошують на бали, де він знайомиться з поміщиком Маніловим — молодим мрійником, який не уявляє яким є життя простих людей. Від нього Чичиков і дізнається, що померлих кріпаків давно не рахували, і пропонує купити мертвих.
Друга серія. Спантеличений Манілов побоюється, що пропозиція Чичикова незаконна. Чичиков переконує поміщика, що це дуже корисно для Росії, і той погоджується віддати кріпаків безкоштовно.
Чичиков покидає місто, дорогою потрапивши з Петрушкою та Селіфаном у зливу. Вони досягають маєтку Коробочки — поміщиці-вдови, яка охоче приймає Чичикова. Вона спершу відкидає пропозицію продати «мертві душі» попри всі аргументи Чичикова. Замість того Коробочка пропонує купити в неї сало, але зрештою піддається. Чичиков вирушає до Собакевича в супроводі кріпачки малої Пелагеї.
Дорогою він відвідує трактир, у якому зустрічає Ноздрьова, з яким бачився на балу. Цей поміщик, азартний і запальний, сприймає пропозицію щодо «мертвих душ» як звичайну угоду. Між тим він не оминає нагоди похвалитися своїми досягненнями (переважно перебільшеними чи вигаданими). Дізнавшись про наміри Чичикова, Ноздрьов нав'язує покупку в своєму маєтку собак, жеребців та шарманки. Це навіює Чичикову спогад про його батька з його заповіддю «берегти копійку», що сформувала особистість Чичикова.
Третя серія. Ноздрьов пропонує Чичикову виграти кріпаків у шашки, а потім примушує завершити програшну партію. Ноздрьов наказує слугам побити Чичикова за відмову грати, але в цю мить приїжджає представник суду, який приніс звинувачення Ноздрьова в образі іншого поміщика. Чичиков покидає його маєток і дістається до прагматичного та грубого Собакевича. Той легко погоджується продати кріпаків, але за надто високою ціною. Тож Чичиков їде до скнари Плюшкіна, в якого померло багато людей.
Плюшкін збирає різний мотлох і одержимий бажанням усюди заощадити, через що його кріпаки живуть погано. Чичиков торгується з ним і лестощами досягає вигідної ціни. З недовірливим Плюшкіним вдається укласти угоду, чому Чичиков дуже радіє. Плюшкін задумує при наступній зустрічі віддячити, подарувавши Чичикову годинник, але потім вирішує лишити його за заповітом.
Четверта серія. Чичиков купив уже 400 мертвих кріпаків. Від Манілова він отримує купчу грамоту, але Собакевич привселюдно викриває Чичикова, пояснюючи чиновникам зміст його афери. Це спричиняє все більше питань, але Чичиков відводить від себе підозри вигадливими виправданнями. Відсвяткувати угоду він вирушає до поліцмейстера. Присутні там виправдовують кріпацтво та роблять висновок, що це дуже хороша справа. Чичиков відмовляється від супроводу кріпаків на нову землю, але лишається на бал. Там Ноздрьов підтверджує раніші слова Собакевича про скупку «мертвих душ» і намагається завершити побиття Чичикова. Дочка губернатора, що була свідком цього, і якій сподобався Чичиков, ревнує його до інших жінок на балу. Вона підозрює, що той має якусь більшу вигоду від угоди, ніж просто збагачення.
П'ята серія. Події цієї серії здебільшого зображають інших персонажів, крім Чичикова. Через таємничість особи Чичикова поширюються чутки, що він покинув свою дружину та викрав дочку губернатора. Чиновники бідкаються, що через аферу Чичикова почнуть перевіряти і їх. Вони вирішують, що Чичиков — це надісланий таємно ревізор, капітан Копєйкін. Але з'ясовується, що Копєйкін не має руки та ноги, тому чиновники фантазують, що Чичиков — це Наполеон. Кріпаки, поміщики та духовенство додають кожен свої деталі, що робить їхні розповіді дедалі абсурднішими.
Чичиков у той час нездужає і коли несподівано дізнається які речі про нього говорять, задумує тікати з міста, ховаючись від усіх знайомих. Це тільки переконує чиновників, що той був негідником, і первісне зачарування гостем їхнього міста змінюється загальною зневагою.
Наприкінці персонажі книги Гоголя обговорюють як їх описав письменник і роблять висновок, що він «не патріот», бо зобразив Росію правдиво, без прикрас. Але Гоголь заперечує це, кажучи, що його книга спонукає читачів поглянути на недоліки в собі і виправити їх.

## У ролях

Олександр Трофімов у ролі М. В. Гоголя (5 серія)

- Олександр Трофімов - М. В. Гоголь, автор
- Олександр Калягін — Павло Іванович Чичиков
- Віталій Шаповалов — Ноздрьов
- Юрій Богатирьов — Манілов
- Лариса Удовиченко — дружина Манілова
- В'ячеслав Невинний — Собакевич
- Єлизавета Нікіщихіна — дружина Собакевича
- Інокентій Смоктуновський — Плюшкін
- Надія Бутирцева — дружина Плюшкіна
- Марія Виноградова — Мавра, ключниця Плюшкіна
- Юрій Волинцев — поліцмейстер
- Костянтин Желдін — батько Чичикова
- Олексій Зайцев — Селіфан, кучер Чичикова
- Валерій Золотухін — поштмейстер
- Ігор Кашинцев — інспектор лікарської управи
- Євген Данчевський — міський архітектор
- Віктор Шуляковський — губернатор
- Інна Макарова — губернаторша
- Ірина Малишева — губернаторська дочка
- Валерій Малишев — Михей
- Віктор Мамаєв — Порфирій, слуга Ноздрьова
- Тамара Носова — Коробочка
- Лев Поляков — віце-губернатор
- Всеволод Санаев — голова палати
- Олексій Сафонов — прокурор
- Віктор Сергачев — зять Мижуев
- Володимир Стеклов — слуга Петрушка
- Лідія Федосєєва-Шукшина — дама просто приємна
- Інна Чурікова — дама приємна в усіх відношеннях
- Станіслав Хітров — трактирний слуга
- Олександра Данилова — дама
- Тетяна Гаврилова — Фетінья
- Петро Меркур'єв — діловод палати
- Марія Скворцова — купчиха
- Олександр Пятков — Борода
- Валентина Титова — епізодична роль
- Микола Горлов — епізодична роль
- Віктор Шульгін — епізодична роль
- Чеслав Сушкевич — епізодична роль
- Інна Гула — епізодична роль
- Анатолій Скорякін — епізод
- Людмила Давидова — дружина чиновника

## Знімальна група
- Автор сценарію та режисер: Михайло Швейцер
- Оператор-постановник: Дільшат Фатхулін
- Художники-постановники: Ігор Лємєшев, Володимир Фабриков
- Композитор: Альфред Шнітке

## Технічні дані
- Виробництво: «Мосфільм», Творче об'єднання телевізійних фільмів
 На замовлення Державного комітету СРСР по телебаченню і радіомовленню
- Телевізійний фільм, кольоровий
- Кількість серій: 5 (тривалість однієї серії — прибл. 1 год. 10 хв.)
- Знятий на плівці «СВЕМА» (м. Шостка, Сумська обл., УРСР)
- Реставрація звуку та зображення здійснена об'єднанням «Крупный план»